# Draagkracht (ondergrond)

Een paalfundering onder een gebouw
1 = palen, A = draagkrachtige laag

Draagkracht of draagvermogen is in de bouwwereld de mate waarin de ondergrond een constructie kan ondersteunen. In dat verband spreekt men ook bij funderingen wel over draagkracht. Bij bouw- en kunstwerken is voldoende draagkracht cruciaal. 

## Ondergrond
Indien zich in de ondergrond een grondlaag bevindt die voldoende ondersteuning biedt, wordt wel gesproken van de draagkrachtige laag of vaste grondslag. Het tegenovergestelde hiervan is een samendrukbare laag. Met grondonderzoek zoals sonderingen kan vooraf onder meer inzicht worden verkregen in de samenstelling van de ondergrond, de diepte en dikte van de draagkrachtige lagen, en de grondwaterstand. Grondverbetering kan een oplossing zijn om de draagkracht van de ondergrond te laten toenemen. 
Een grondsoort met slecht draagvermogen is veen. Ondergrond die voldoende draagkracht zou kunnen bieden zijn vastgepakt zand, sterk samengedrukte kleilagen en rotsbodem. Onaanvaardbare zettingen in de ondergrond kunnen al snel leiden tot problemen, in het uiterste geval bij bouwwerken in een volledig onbruikbaar geworden werk/ instorting.

## Fundering
Bij problemen met de stabiliteit en/of stevigheid in de ondergrond kan een fundering worden aangebracht tussen de draagkrachtige laag en de bovenliggende constructie. Op haar beurt dient ook de fundering voldoende draagkracht te hebben. Een fundering die voldoende stijf en sterk is kan zettingsverschillen opnemen.

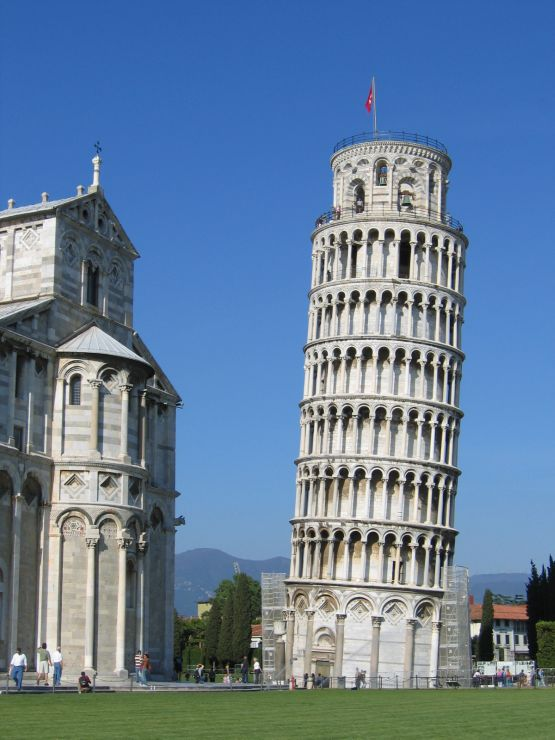
De Toren van Pisa is een bekend bouwwerk dat problemen kent met de draagkracht van de ondergrond.